# Josef Seyfried, továrna na kůže v Kuklenách
Josef Seyfried, továrna na kůže v Kuklenách byla koželužská firma z Kuklen, kde působila od roku 1901 až do konce 20. let 20. století. Její počátky však sahají až do roku 1814 do Týniště nad Orlicí.

## Historie
Továrník Seyfried začínal podnikat nejprve s Janem Zadrobílkem, jehož dceru si vzal za manželku. Tato společnost však fungovala jen v letech 1899–1900, 11. dubna 1899 vyhořela a poté skončila v konkurzu. Samostatnou koželužskou živnost zahájil 30. března 1901 a firma byla zapsána do obchodního rejstříku 14. listopadu 1902.

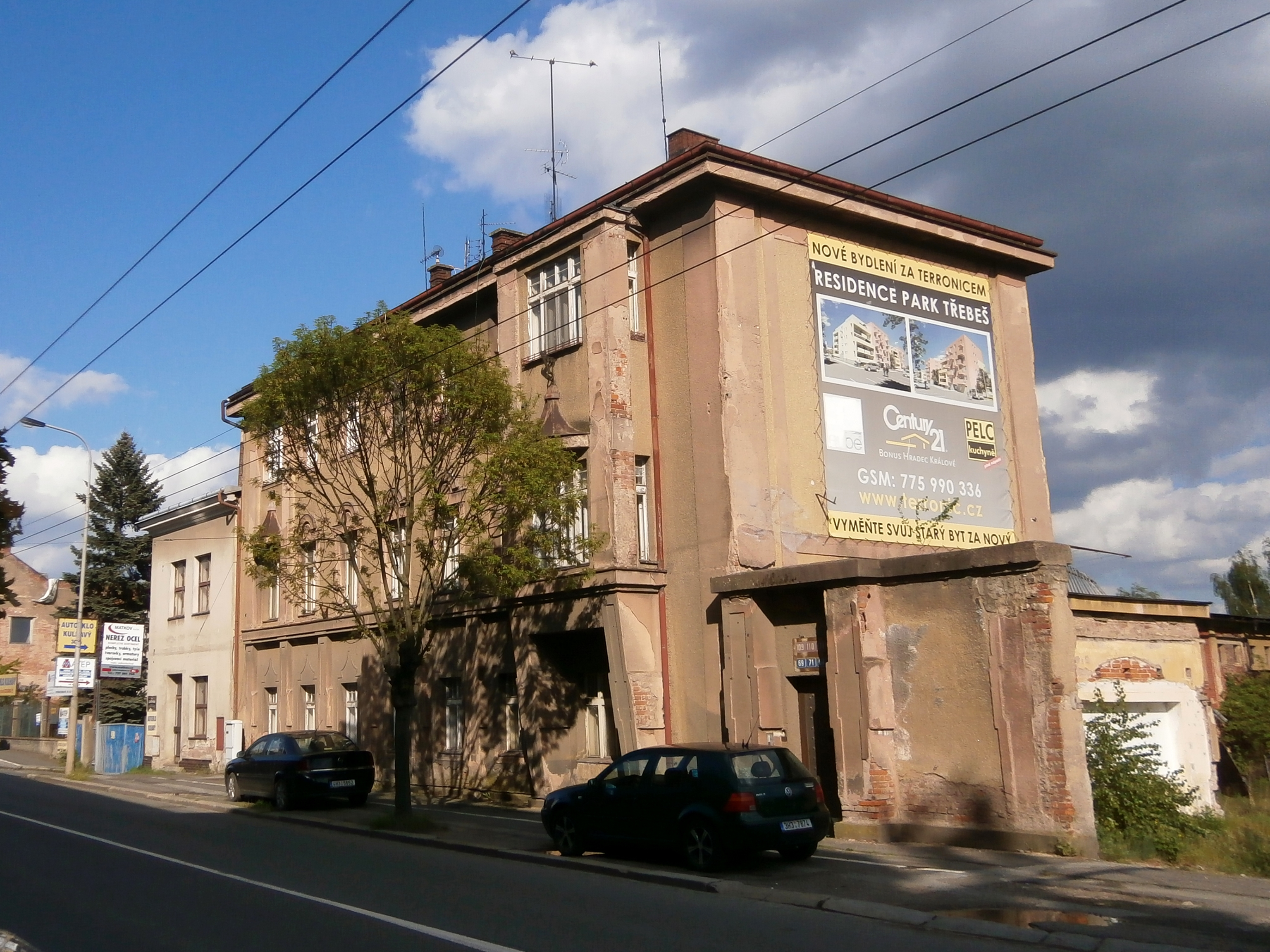
Seyfriedova administrativní budova

30. března 1904 byla podána žádost o povolení stavby kotelny a strojovny a 29. července téhož roku kůlny a pisárny v čp. 111. 4. května následujícího roku byla Josefu Seyfriedovi povolena stavba nové kotelny a strojovny. O 4 dny později žádal o povolení k postavení 1. patra na přízemní dům čp. 111. Roku 1906 zase požadoval zúžení přilehlé ulice, aby si mohl rozšířit dvůr. Následně mu bylo obcí vyhověno. Zúžení ze 12 na 10 m však bylo zamítnuto 19. července 1906 okresním výborem. 11. října téhož roku bylo povoleno zřízení tovární budovy při stávající továrně čp. 111 na zakoupeném místě čp. 109 od Jana Řeháka a na postavení železného mostu přes cestu do luk z jedné tovární budovy do druhé. 18. března 1907 bylo na tomto místě povoleno postavit skladiště a vodní potrubí. 25. září 1908 proběhla kolaudace nové továrny. 27. března 1914 byla povolena stavba železného továrního komínu v čp. 109 a jeho kolaudace proběhla 12. července téhož roku. Krátce poté začala 1. světová válka, která pro firmu znamenala velké komplikace. Přesto v roce 1916 Josef Seyfried koupil od Tomáše a Anny Fleischhansových dům čp. 79 v Jaromírově ulici v Nuselském údolí za 56 500 K. U Živnostenské banky v Praze upsal na I. a II. válečnou půjčku 10 000 K, na III. 25 000 K, na V. 24 000 K. Velkorysým byl i v pozdějších letech, kdy např. v roce 1919 upsal na státní půjčku republiky 75 000 Kč. V červenci 1915 obdržel navíc stříbrnou čestnou medaili za zásluhu o Červený kříž.
26. srpna 1919 zastavilo dělnictvo práci. Největším problémem prvních poválečných let však byly pozemkové spory s Nejedlého koželužnou a obcí. V prvním sporu šlo o vymezení hranic mezi Nejedlého a Seyfriedovými pozemky. Tato záležitost byla rozhodnuta teprve 27. března 1922. Druhý spor se týkal zrušení staré cesty od nádraží, která vedla mezi objekty Seyfriedovy továrny. 13. srpna 1919 majitel továrny žádal o přeložení silnice k nádraží podél stavební plochy pana Michálka čp. 123, aby tovární budovy nebyly odděleny a podnik tím nebyl poškozen. 15. září téhož roku žádá o tuto změnu znovu, přičemž předložil plány a zažádal o změnu regulačního plánu. Proti této změně podali protest Nejedlý, Antonín Götz a 11 dalších lidí. Obecní zastupitelstvo ho zamítlo a zaslalo jej s patřičnými vysvětlivkami okresní správní komisi v Hradci Králové. 19. září 1919 byla všemi hlasy schválena změna regulačního plánu a zřízení nové silnice k nádraží, kterou měl svým nákladem pořídit továrník Seyfried. Ten 23. září 1919 zadal stavbu železobetonového mostu přes náhon u nově projektované silnice k nádraží ing. Františku Jiráskovi. 12. října byl podán nový protest proti přemístění nádražní ulice.

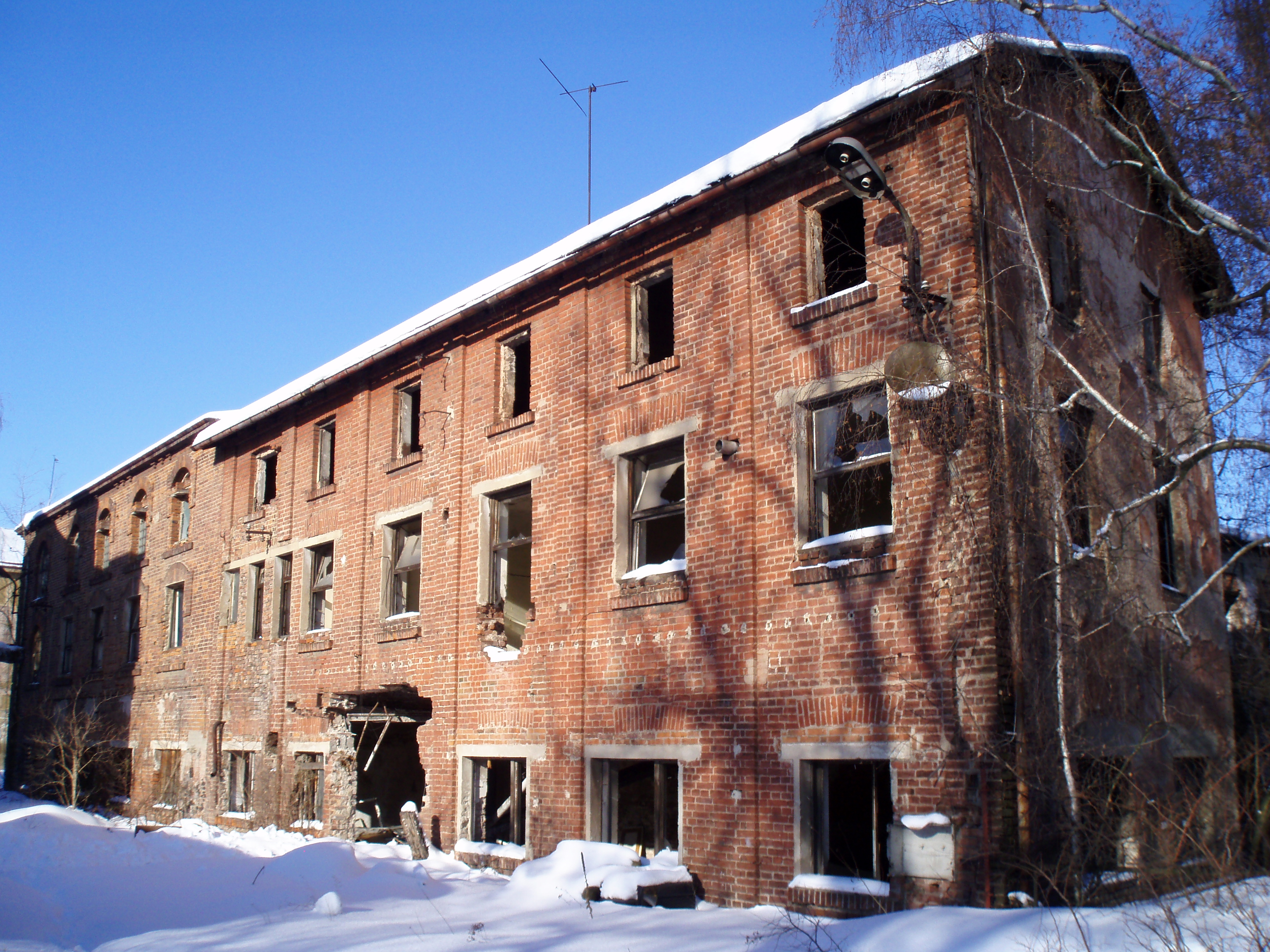
Část kuklenské koželužny

Nastává další údobí rozšiřování továrny. 21. června 1920 byla zkolaudována přístavba továrny. Postaven byl před ní i chodník. Přicházejí však další problémy, protože Hanušova, Nejedlého a Seyfriedova koželužna odebíraly a vypouštěly vodu do náhona bez vodoprávního povolení. Ta dosavadní od okresního hejtmanství byly totiž neplatná. 12,. 19. a 26. října 1920 se tak konaly komisionelní řízení.
2. května 1921 Seyfried žádal o ustanovení komise na novou silnici na nádraží a aby mohl starou silnici uzavřít, což se stalo teprve 9. července téhož roku. 30. května 1921 obdržel povolení ke stavbě plotu podél nové silnice k nádraží. 17. listopadu 1921 továrník oznámil stavbu nových vrat pro uzavření staré cesty, probíhající jeho dvorem, a stavbu udržovací chodníkové zdi u Michálkových, ale obecní úřad stavbu zakázal s poukazem na neukončený spor s Nejedlým. Roku 1921 byla navíc zřízena vlečka, 2. patro u čp. 111, byt pro vrátného a kůlna. Od října 1921 do března následujícího roku probíhala stavba skladiště koží, k němuž bylo dáno povolení k užívání 20. dubna 1922. 10. března 1922 žádal o kolaudaci 2. poschodí čp. 111 a přístavku pro portýra, uzavření staré cesty vraty a stavby skladiště na kůže, nebylo mu dáno povolení k obývání kvůli neexistenci chodníku. Ten nechal postavit hned v následujícím měsíci. K 18. květnu 1922 podnik zaměstnával 25 dělníků.
22. července téhož roku byl Seyfried kvůli stížnosti Antonína Götze a Josefa Vitouška proti přehrazení veřejné cesty vyzván, aby do 14 dnů oplocení odstranil. 11. srpna mu byl prodloužen termín do 27. srpna. 30. října žádal Seyfried obec o převzetí silnice k nádraží. To však bylo zamítnuto, protože jeho plot se nacházel i na obecních pozemcích. Továrníkovou reakcí bylo to, že obci oznámil, že s oplocením neustoupí, protože betonový i dřevěný plot stavěl s povolením obecního úřadu. 24. listopadu téhož roku mu obecní úřad odpověděl, že nežádal o vytyčení čáry, čímž se dopustil přestupku stavebního řádu, pročež se mu nařizuje, aby do 14 dní ucouvl, jinak s ním bude vedeno řízení kvůli neoprávněné stavbě plotu. 2. prosince továrník odvětil, že jak betonový, tak dřevěný plot stavěl s povolením obecního úřadu a nebude-li věc uvedena do pořádku, předá vše svému právnímu zástupci. 16. prosince 1922 oznámil okresní úřad okresnímu soudu, že provedení pořádku ohledně č. kat. 1837 a 1836/1 protahuje továrník Seyfried tím, že oplocením svého pozemku překročil hranici. O 2 dny později byl ing. Lehovec pověřen zjistit, jak daleko vstoupil Seyfried plotem do obecního pozemku.
24. února 1923 byl sepsán protokol o definitivním převzetí nové cesty obcí. Seyfried postoupil obci ještě pozemek v šířce 2 m po pravé straně silnice směrem k nádraží (č. Kat. 108/3 a 109/3) a obec mu postoupila od parcely č. kat. 1836/1 1 a 18 m2; firma ještě zaplatila obci 1 000 Kč na další úpravu té cesty. 19. října téhož roku schválila tuto dohodu okresní správní komise, přičemž 22. března 1923 byla schválena změna, kdy firma Seyfried postoupila obci novou nádražní ulici a obec firmě celé č. kat. 1837 a část č. kat. 1836/1 o výměře 12 a 52 m2, což schválila okresní správní komise 24. října 1921. Přesným měřením se však zjistilo, že firma obdrží od obce 13 a 70 m2, tudíž o 1 a 18 m2 více. Sepsána tedy doplňující směnná smlouva, dle níž firma postoupí obci ještě pozemek v šířce 2 m po pravé straně nádražní silnice směrem k nádraží, a sice počínaje od Hyhlíkovy zahrady až na příčnou starou cestu, a že kromě toho zaplatí obci 1 000 Kč na další úpravu této silnice. Po odstranění vad, jež byly objeveny při kolaudaci 5. listopadu, byla nová silnice 8. prosince 1923 obcí převzata. 29. prosince téhož roku bylo svoleno se vzájemnou směnou pozemků a jejich vlastníků. Tím se onen spor uzavřel.

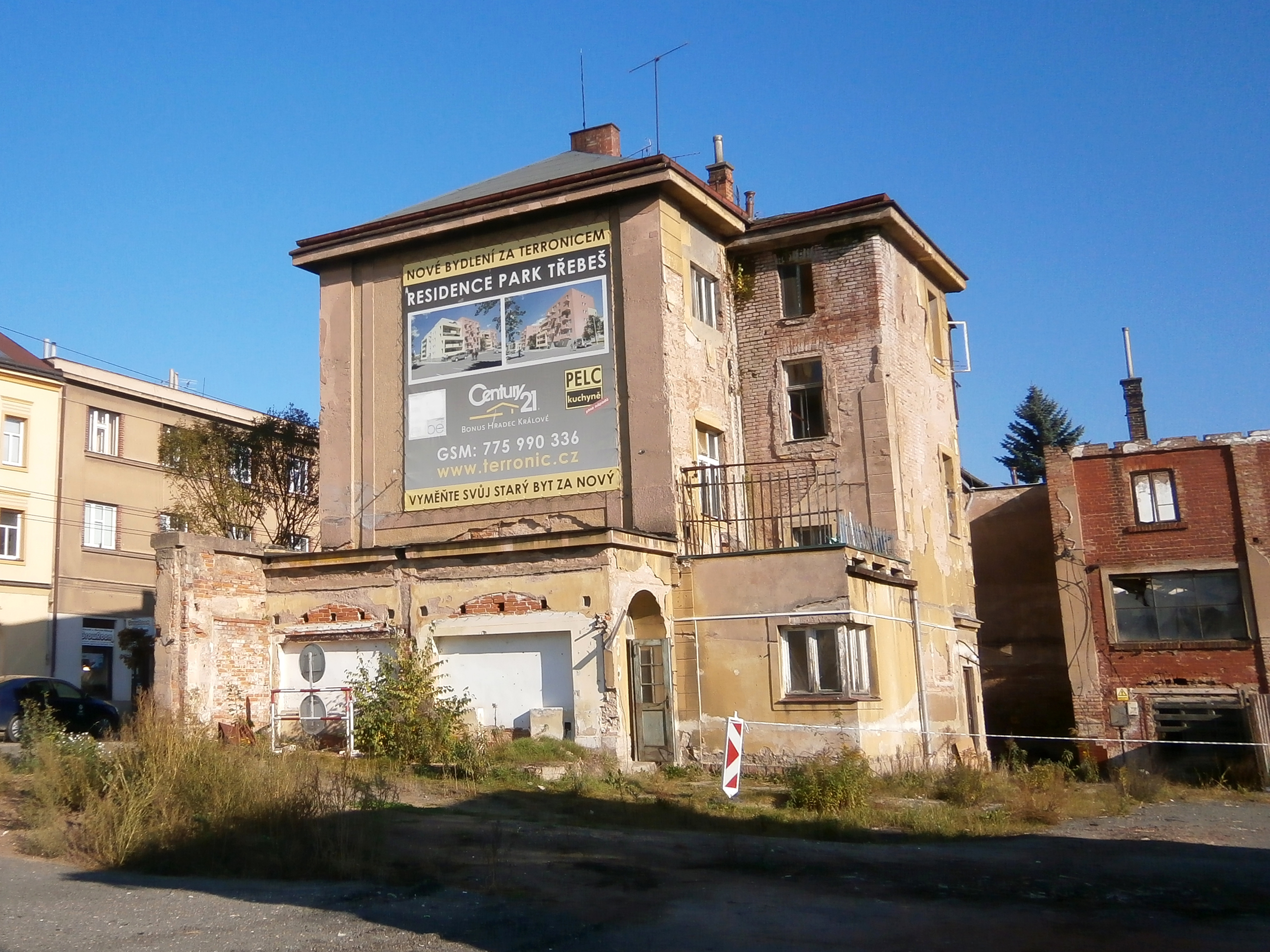
Seyfriedova administrativní budova

14. října 1924 firmy J. Seyfried a Spojené koželužské závody A. a J. Nejedlý žádaly zemskou politickou správu o prodloužení lhůty 3 let ke zřízení čisticích stanic odpadních vod. 8. listopadu téhož roku je podpořil svou odpovědí i obecní úřad. 29. ledna 1925 se ve firmě konalo vodoprávní řízení na vypouštění odpadních vod do náhona.
Bohužel další problémy na sebe nenechaly čekat, protože přišla světová hospodářská krize. Ta firmě zlomila vaz a jeho dělníci postupně rozšířili řady místních nezaměstnaných. Koncem 20. let tak byla jedinou památkou na Seyfriedovo podnikání stejnojmenná nadace.
Zakladatel firmy zemřel 28. října 1924 ve svých 58 letech. Choť Ludmila k uctění jeho památky věnovala 1 000 Kč ve prospěch místních chudých. Ředitelem továrny však již byl syn Leo, který se navíc v květnu 1940 stal správcem firmy L. Beckmann a spol., jež v době hospodářské krize fungovala téměř nepřetržitě, na rozdíl od Seyfriedovy továrny, kterou v roce 1927 získalo Kožní družstvo řezníků a uzenářů severovýchodních Čech s. r. o. v Pražském Předměstí. To ji hned poté pronajalo firmě L. Beckmann a spol..